# Johannes Bayer

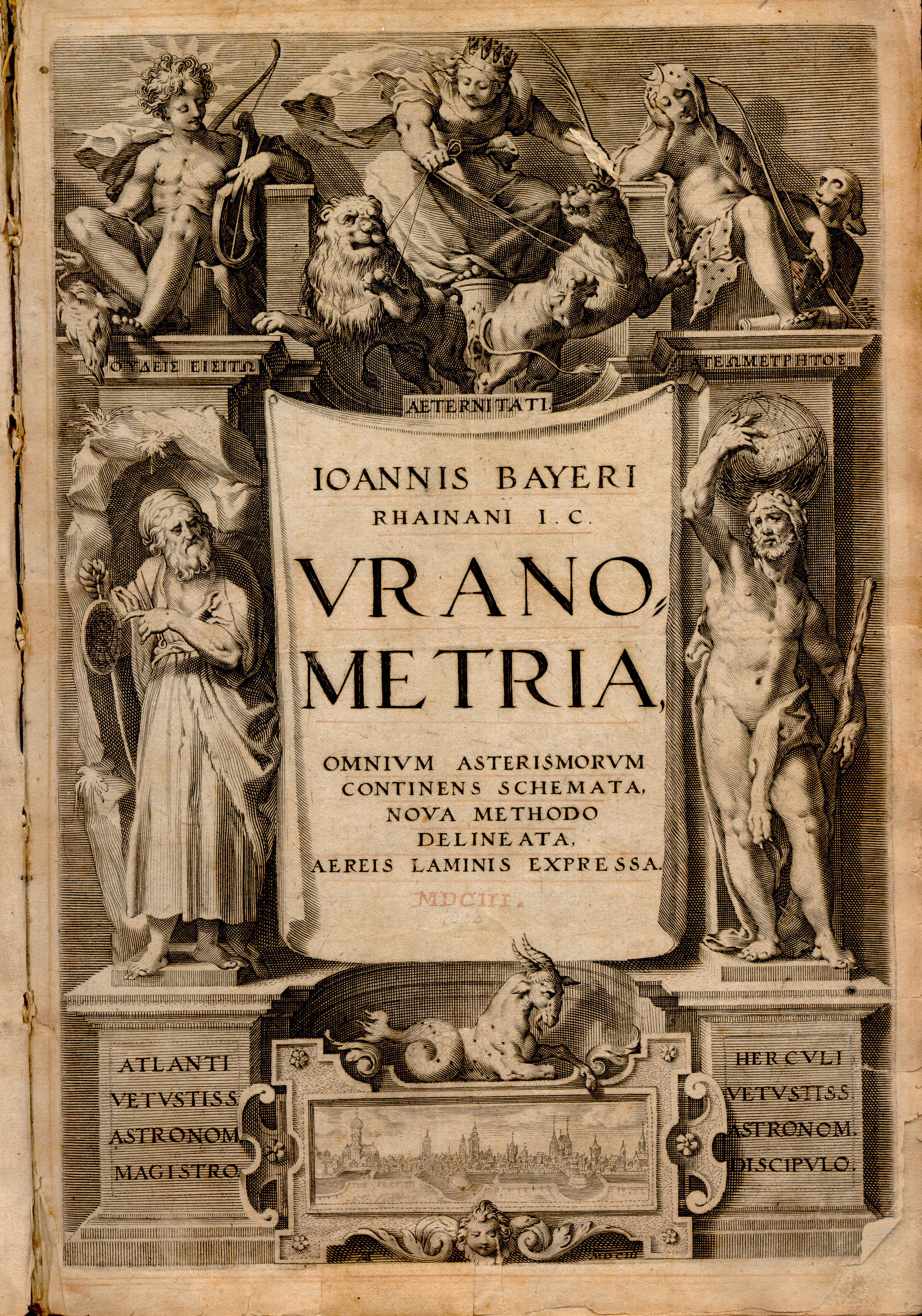
Titelpagina van de Uranometria

Johannes Bayer (Rain (Landkreis Donau-Ries), 1572 - Augsburg, 7 maart 1625) was een Duits astronoom.
Bayer was een advocaat met een passie voor astronomie. In 1603 publiceerde hij de Uranometria, een atlas van sterren die gebaseerd was op de waarnemingen van Tycho Brahe en beschouwd wordt als de eerste moderne sterrenatlas.
Ook werd hier het systeem geïntroduceerd om de sterren per sterrenbeeld in aflopende helderheid met de letters van het Griekse alfabet aan te duiden (voor grote sterrenbeelden met meer dan 24 sterren werd vervolgens het Latijnse alfabet gebruikt). Deze manier van aanduiden die nu bekendstaat als de Bayer-aanduiding is tegenwoordig nog steeds de meest gebruikte voor heldere sterren. Omdat de helderheid van sterren toentertijd nog niet goed bepaald kon worden klopt deze volgorde overigens niet altijd.
De Britse astronoom John Flamsteed introduceerde later een alternatieve nummersysteem, gebaseerd op de volgorde in rechte klimming, die in moderne steratlassen vaak gebruikt wordt om de aanduiding van Bayer aan te vullen.